# Ruokolanjärvi
Ruokolanjärvi är en sjö i Finland. Den ligger i Nystads stad i landskapet Egentliga Finland, i den sydvästra delen av landet, 200 km väster om huvudstaden Helsingfors. Ruokolanjärvi ligger 11 meter över havet. Arean är 7,3 hektar och strandlinjen är 1,25 kilometer lång. Sjön  ingår i Skärgårdshavets kustområde, Åland.   I omgivningarna runt Ruokolanjärvi växer i huvudsak blandskog.
Följande samhällen ligger vid Ruokolanjärvi:
- Nystad (16 226 invånare)